# 川崎競馬場

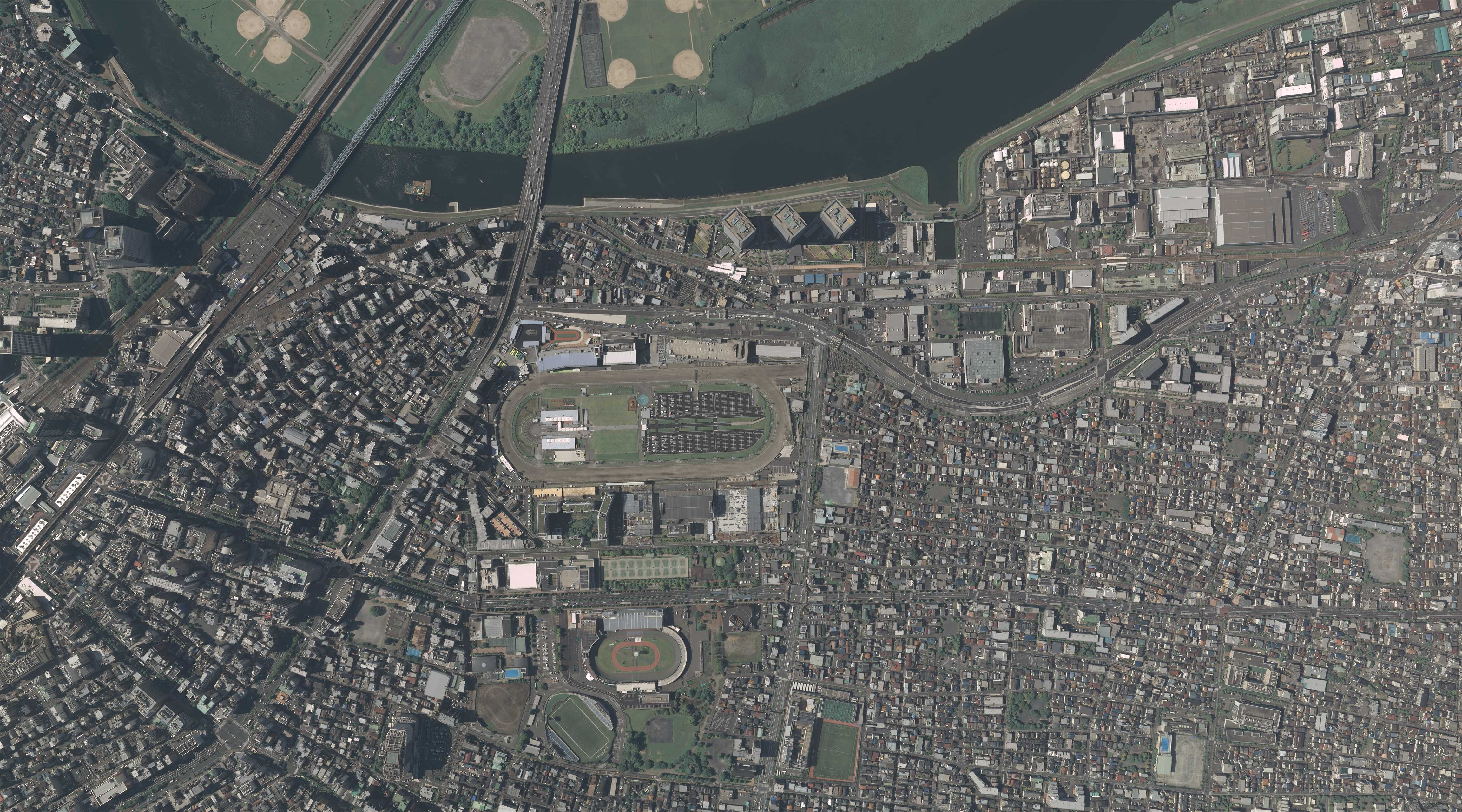
川崎競馬場付近の空中写真。2019年撮影。

川崎競馬場（かわさきけいばじょう Kawasaki Racecourse）は、神奈川県川崎市川崎区に所在する地方競馬の競馬場。現在の競馬の主催者は神奈川県川崎競馬組合（神奈川県と川崎市で構成する一部事務組合）で、土地および施設は株式会社よみうりランドから賃借している。浦和競馬場（埼玉県さいたま市）、船橋競馬場（千葉県船橋市）、大井競馬場（東京都品川区）と共に南関東公営競馬を構成する。
本項では、併設されている中央競馬の場外勝馬投票券発売所であるJ-PLACE川崎（ジェイプレイスかわさき）、およびショッピングセンターのマーケットスクエア川崎イースト（マーケットスクエアかわさきイースト）についても記述する。

## 競馬場概要
前身は横浜市の戸塚競馬であり、川崎競馬場は1949年に開設され1950年から競馬が開催されている。
1967年度まで横浜市営競馬及び平塚市営競馬、2000年度まで神奈川県営競馬及び川崎市営競馬が行われ、かつては自治体ごとに別々に主催していたが、2001年度以降は神奈川県川崎競馬組合営競馬として開催されている。
マスコットは馬で騎手スタイルの「カツマルくん」。SPAT4加盟競馬場。

### 初代・川崎競馬場

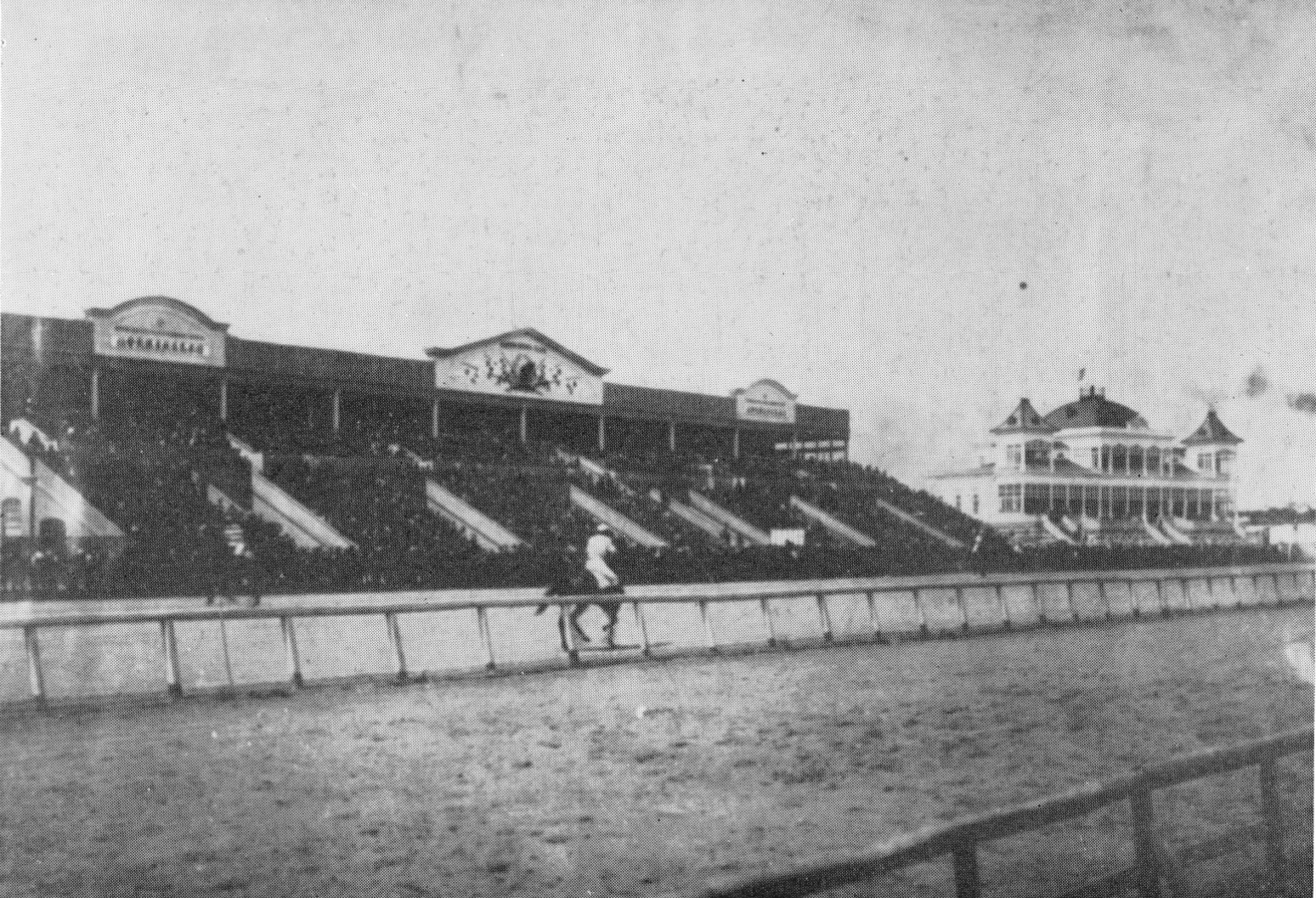
1907年(明治40年)の川崎競馬場

現在の川崎競馬場の地に最初に競馬場ができたのは、1906年のことである。板垣退助を中心とした京浜競馬倶楽部によって競馬が開催された。ところが、1908年に政府が馬券発売禁止令を公布して馬券の発売を禁止したため、競馬を開催できなくなってしまった。実質的な開催日数はわずか15日だけであったという。
跡地には当時の川崎町長によって富士瓦斯紡績の工場が誘致され、1915年に操業を開始した。工場であった時代の1930年には、工場の労働争議を支援するため、煙突男が出現して世間の話題となった。
その後、1939年に工場は東京電気（現・東芝）に譲渡されたが、太平洋戦争中の空襲により焼失し、その跡地に戦後再び競馬場が復活することになった。

## コース概要

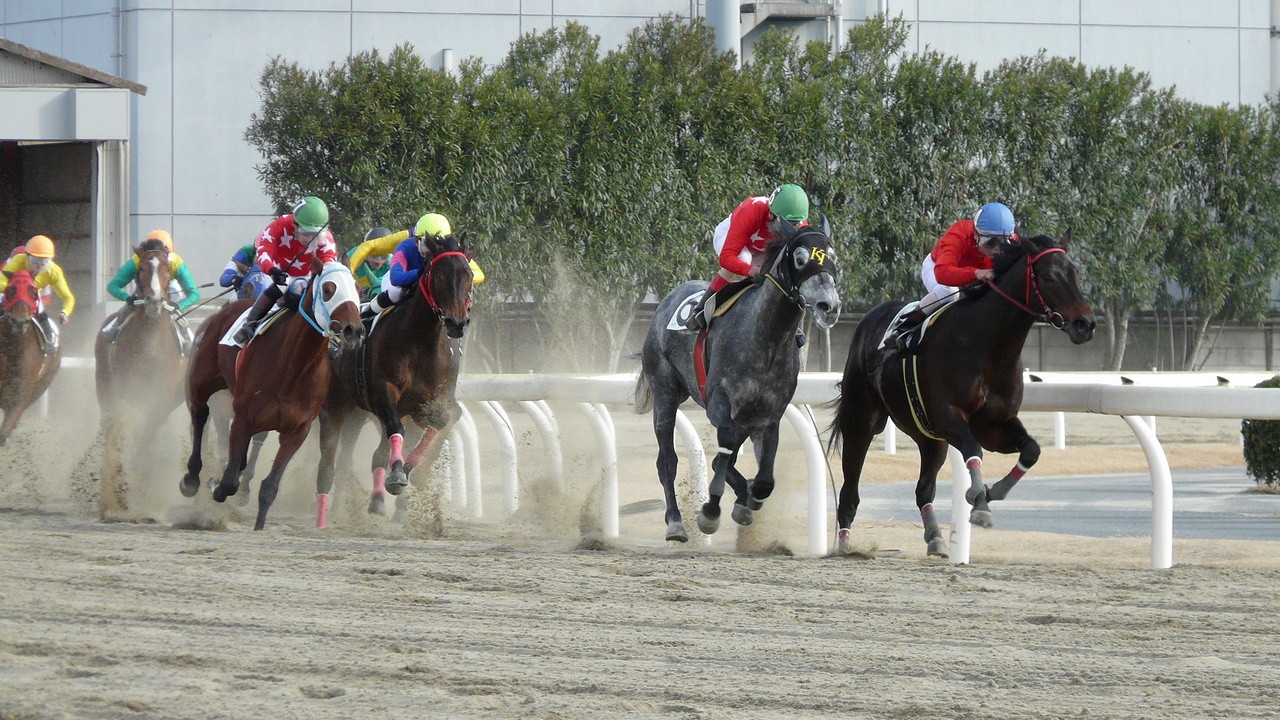
レースの様子

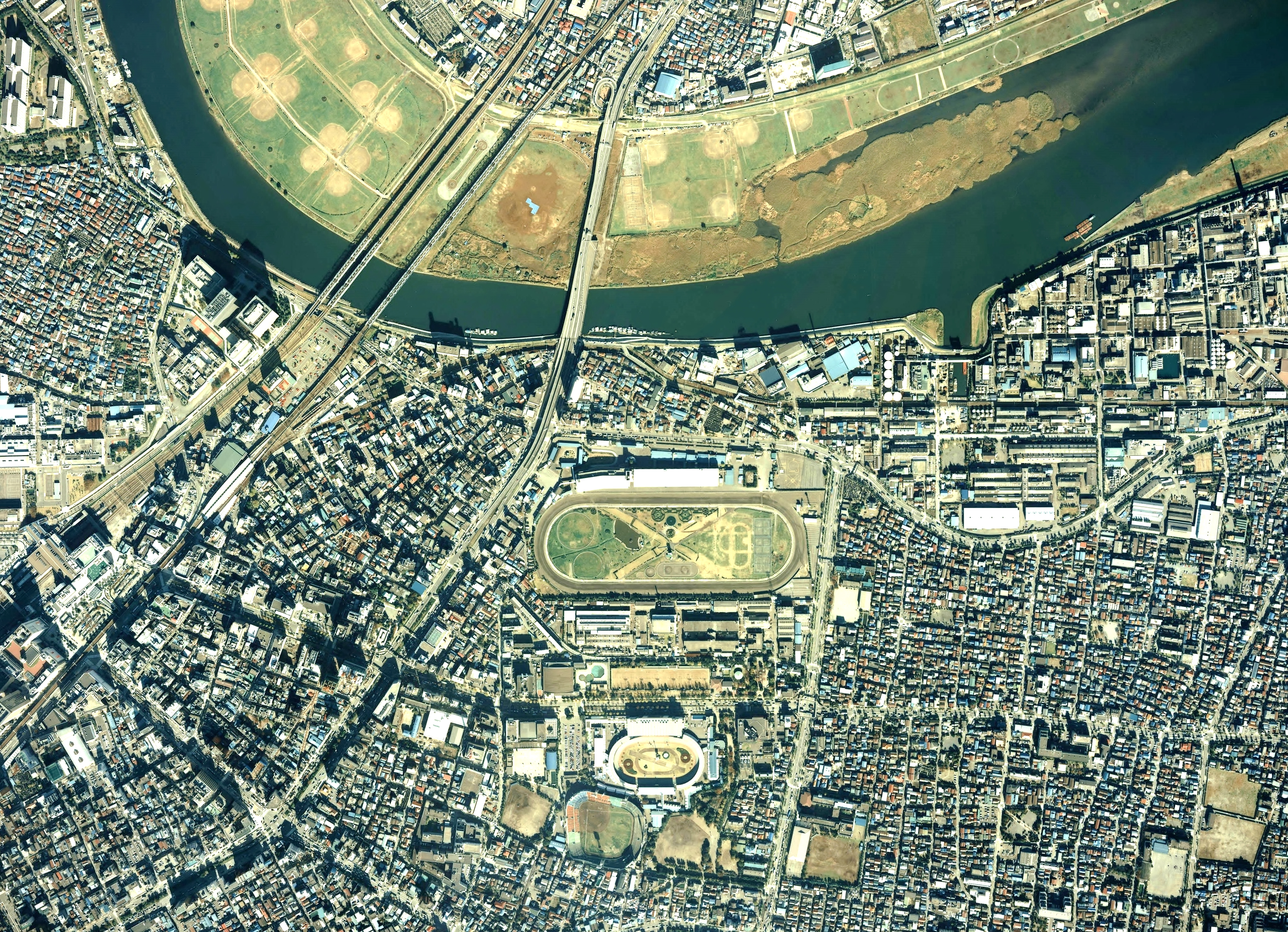
川崎競馬場付近の空中写真。1989年撮影。

- 馬場：1周1200m 左回り平坦、砂厚8.5cm
- 直線（4コーナーからゴール板まで）： 300m
- コース幅： 25m
- 距離設定： 900m、1400m、1500m、1600m、2000m、2100m
- 最大出走頭数（フルゲート）：900mは12頭、それ以外は14頭である。

ダートコースの砂は、従来は宮城県仙台産のものが使用されていたが、2011年5月から青森県産の砂に入れ替えられている（2014年12月からは産地が六ヶ所村から東通村に変更されている）。
競馬場としてはコースの奥行きが無い構造である事から、向正面や3コーナーなどの仕掛け所をスタンドから一目瞭然に見渡す事が可能である。その為、仕掛けやハンドリングについて騎手の巧拙がはっきりと観客の目にも判るという特徴がある。またコーナーが極めてきつく人気馬であっても勝利させるには高い騎乗技術が必要であり、馬の能力と同様に騎手の腕も大きく問われ、2025年には公式プロモーションにおいて急半径のコーナーを「KAWASAKIカーブ」と銘打ち、特徴をアピールしたCMが展開されている。
1989年の航空写真を見るとかつて障害競走のために設置されていた襷コースの跡があるのがわかる。

## 施設概要

### スタンド

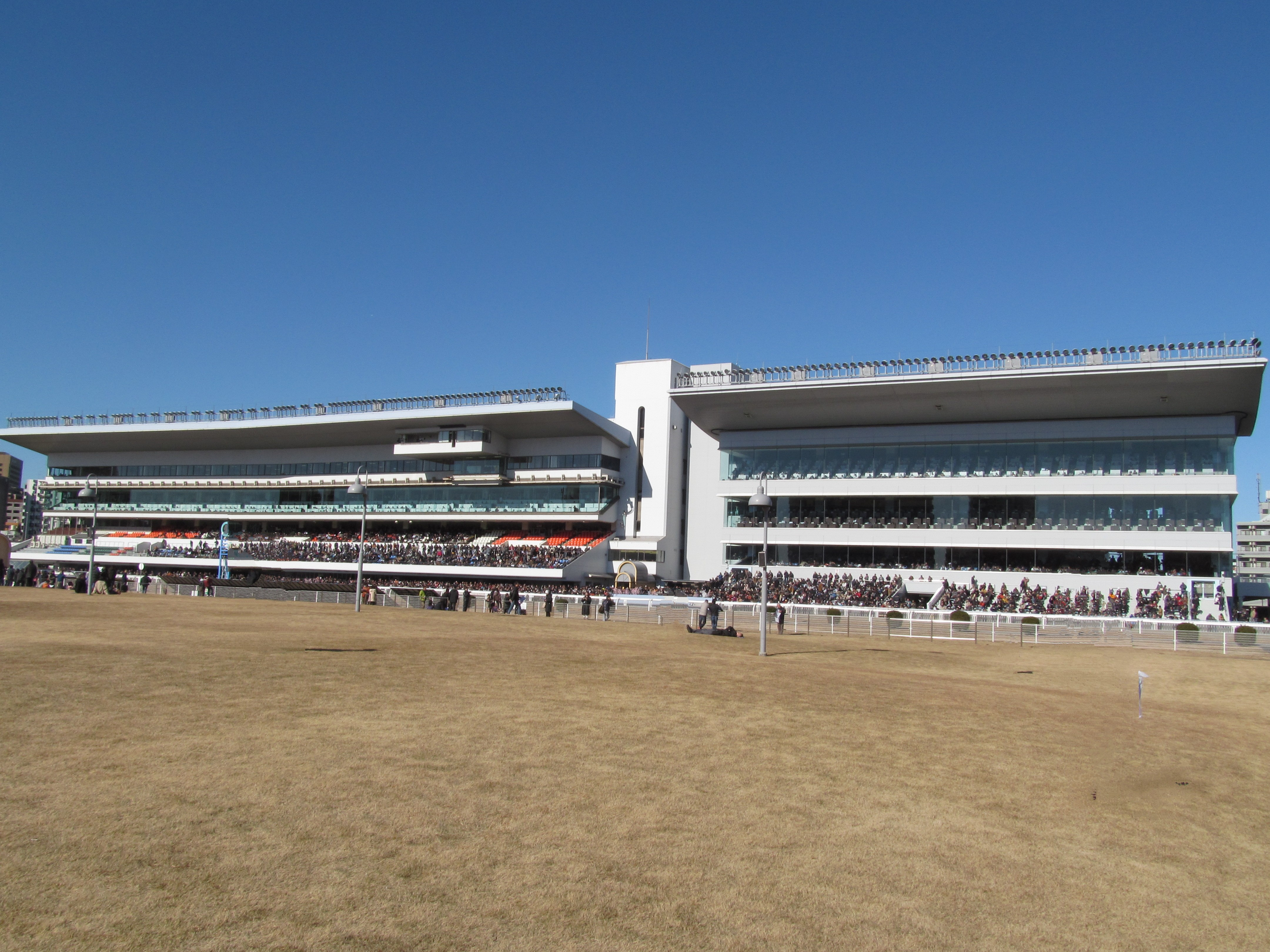
川崎競馬場スタンド

現在は1号スタンド（1983年12月竣工）と2号スタンド（1997年4月竣工・2016年2月リニューアル）があり、2号スタンドは1階に佐々木竹見元騎手を記念するギャラリーが設置され、またJ-PLACE川崎としてJRAの馬券発売および払戻を行なっている。
指定席は1号スタンド4階に特別観覧席B（1500円）とボックス（3〜6人用で席数x1000円）、2号スタンドには3階に特別観覧席S（2500円）と個室（8人用で一室16000円）、4階に特別観覧席A （1500円）・プレミアムシングル（2500円）・ボックス（3〜5人用で席数x1000円）がある。
2024年現在では、観客の最大収容人数は3万人とのことである。

### 場内食堂
川崎競馬場の場内食堂には、食べ物が豊富に揃っている。名物として知られるものにはタンメンや激辛焼きそばがあるが、パドック横の手作りコロッケやチキンフライも人気がある。またスタンド内にも中華料理や蕎麦・カツ・モツ煮込み等の店が立ち並び、そのバラエティの広さは、東日本地域の全公営競技でも有数と言われる。
ちなみに、現在では競馬場内で名物と銘打ってタンメンを提供する店舗が複数存在するが、場内タンメン屋の実質的な元祖と言えるタンメン専門店の「国広」は、店主の引退によって2004年3月31日に閉店した。「国広」があった場所には別の店主が出店している。

### ナイター

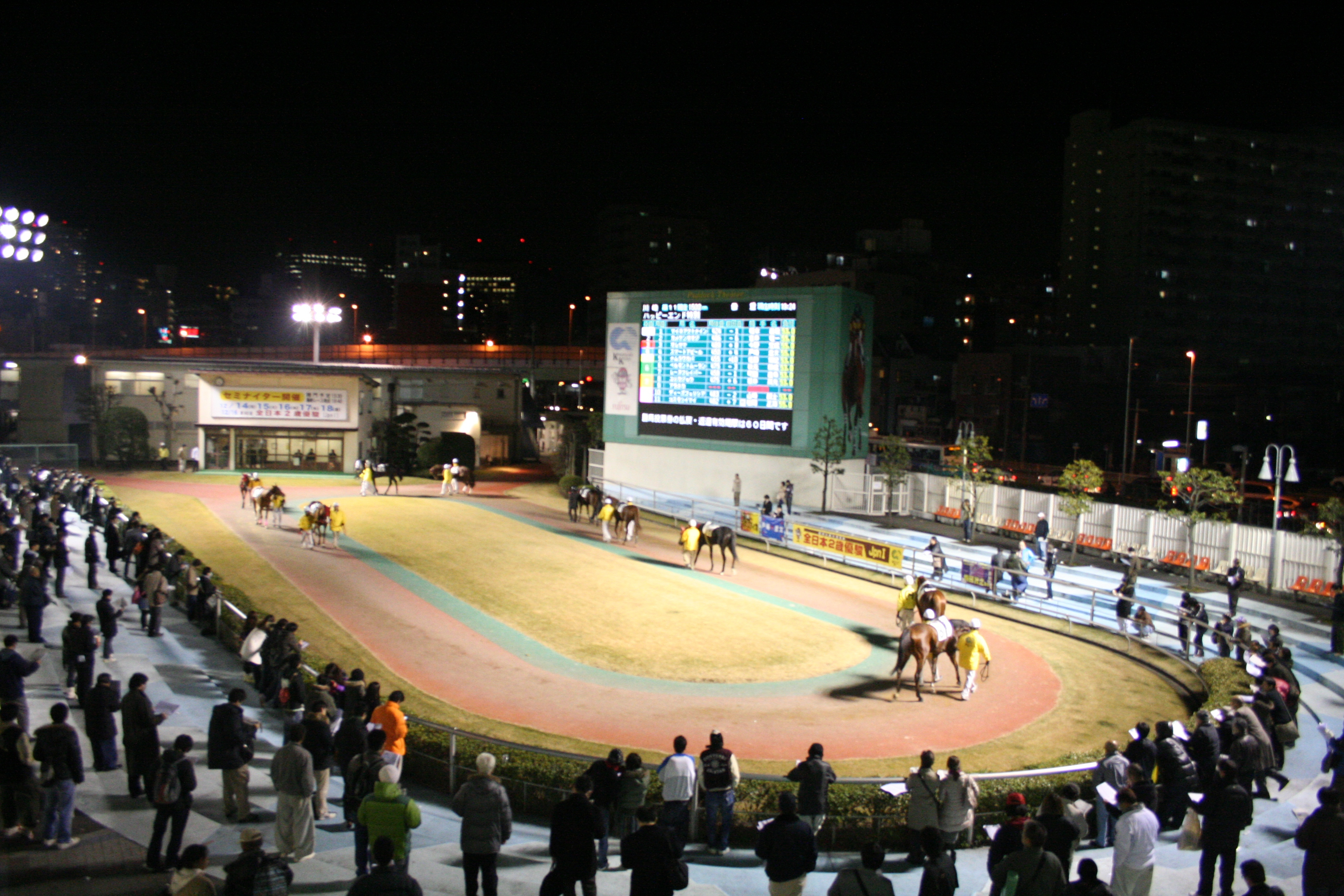
パドック

ナイター競馬の開催場で、1995年より「カワサキ・スパーキングナイター」という名称で実施している。
- 2002年8月よりナイター競走期間中の最終競走発走予定時刻が20時50分となった。2013年4月現在、大井競馬場、及び高知競馬場と並んで最終競走の発走予定時刻は日本のナイター競走施行場（他種公営競技含む）で最も遅い。
- 2004年の年末開催には薄暮競走である「クリスマス・プチナイター」を実施した。
- 2009年から2011年まで12月開催を通常のナイター開催より1時間程繰り上げて発走（第1競走14時台、最終競走19時40分）する「セミナイター」で実施した。
- 2011年4月開催は3月11日に発生した東北地方太平洋沖地震（東日本大震災）及び東京電力福島第一原子力発電所での事故による電力不足の影響により、通常よりレース数を減らし、第1競走12:30～最終第9競走16:30としてレースの間隔を狭めた昼間開催とした（同時期、同じくナイターをしている大井競馬場もナイターを見合わせて昼間開催とした）。5月よりナイターを再開している。

### 敷地

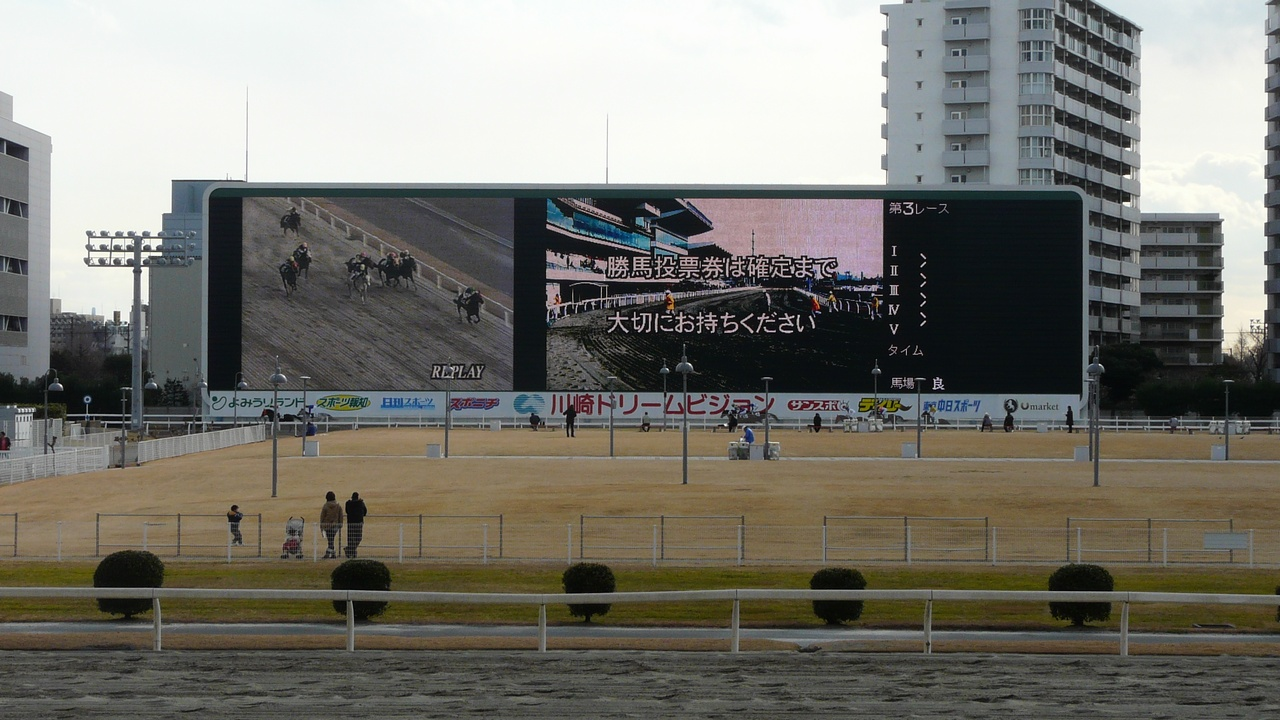
キングビジョン

日本の競馬場で最も敷地面積が狭く、全国の競馬場で唯一向正面の奥に大型ビジョンが設置されている（簡単に言うならば競艇場などと同様のレイアウトである）。このため、内馬場の芝生スタンドからも大型ビジョンによりオッズなどの情報を容易に取得する事ができる。
- 2003年6月に設置された「キングビジョン」は、面積496m²、最大視認距離は250m。設置当時は世界最大の大型ビジョンであった。その後、2006年に東京競馬場に設置されたターフビジョンが面積660m²で、世界最大となっていたが、川崎ではキングビジョンと旧大型映像装置の筐体を一体的に活用して、2009年6月に改めて世界最大面積1152m²の「川崎ドリームビジョン」として再整備され[6]、2010年にギネス世界記録に認定された（2011年現在はドバイのメイダン競馬場のものが最大である。）。メーカーは富士通フロンテック。フルゲート14頭立ての競走でも、馬単の全オッズが1画面で表示可能である。

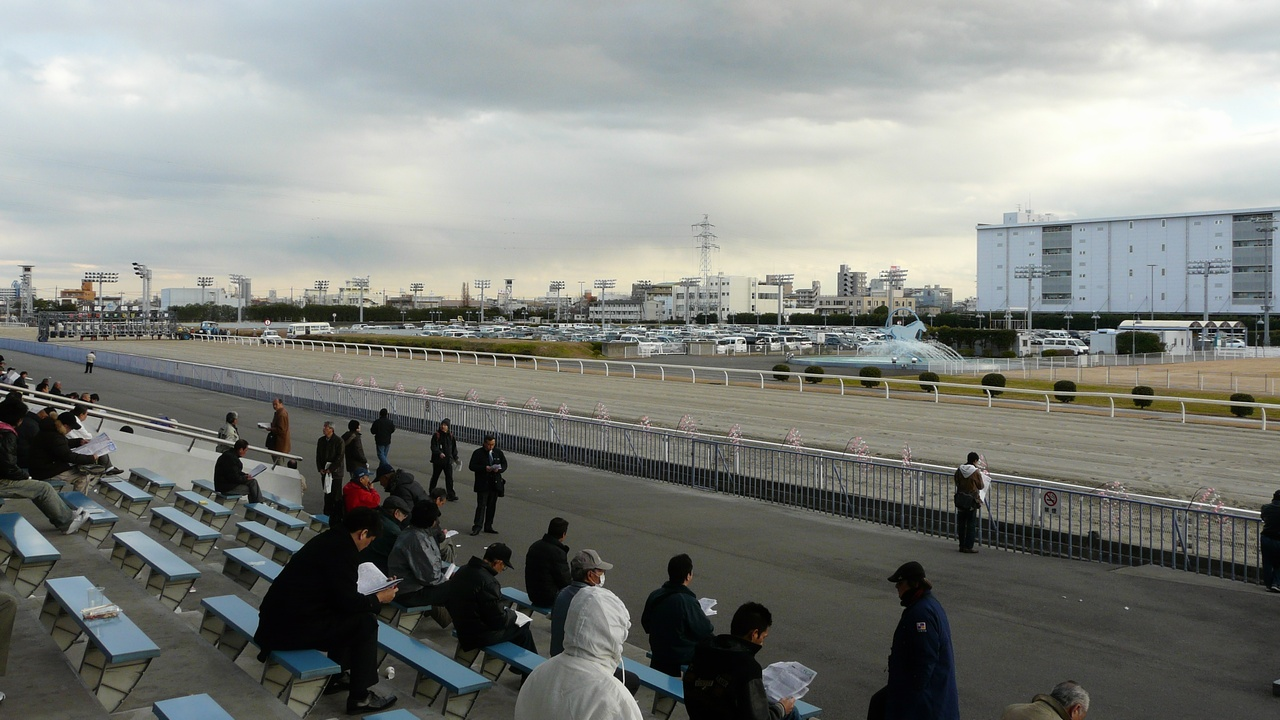
内馬場

内馬場地区の東半分は一般駐車場となっている。コース東側の入り口から、地下通路を通って入場する。この駐車場利用者の為の入場門が内馬場にある。また西半分は投票所と芝生スタンドとして開放され、メインスタンド側とは地下通路で繋がっている。なお、芝生スタンドの芝は施設所有者である株式会社よみうりランドのゴルフ場で培ったノウハウを用いた手入れが行き届いている。
駐車場は有料（500円）と無料の場所があり、同競馬場での開催や場外発売が行われない週末では、馬場内駐車場を利用したフリーマーケットがしばしば開催されていたが、ウインズ川崎の開設から馬場内駐車場はJRA発売日が有料に変更されている。また近隣の川崎競輪場が開催されている時も馬場内駐車場が利用されていたが、2012年4月より北側の立体駐車場に変更されている（競輪場までの無料送迎バスあり）。

## 日本中央競馬会の場外発売
日本中央競馬会からの委託により、2011年12月3日より1号スタンドにJRAのウインズ「ウインズ川崎（川崎競馬場内）」が設置され、JRAの開催日に全レースが発売されることになった。2016年2月20日からは2号スタンドに移転。
2022年4月23日より名称を「J-PLACE川崎」に変更。J-PLACE川崎では他のJ-PLACEで購入した勝馬投票券や平日の払戻が可能になるが、発売締切が発走時刻の4分前になり、JRAの競馬場・ウインズで購入した勝馬投票券の払戻はできなくなる（他の地方競馬場などのJ-PLACEで購入したものの払い戻しは可）。経過措置としてウインズ川崎で発売した勝馬投票券は、払戻期限まで中央競馬開催日の「J-PLACE川崎」内で払戻可能である。

## 発売する馬券の種類

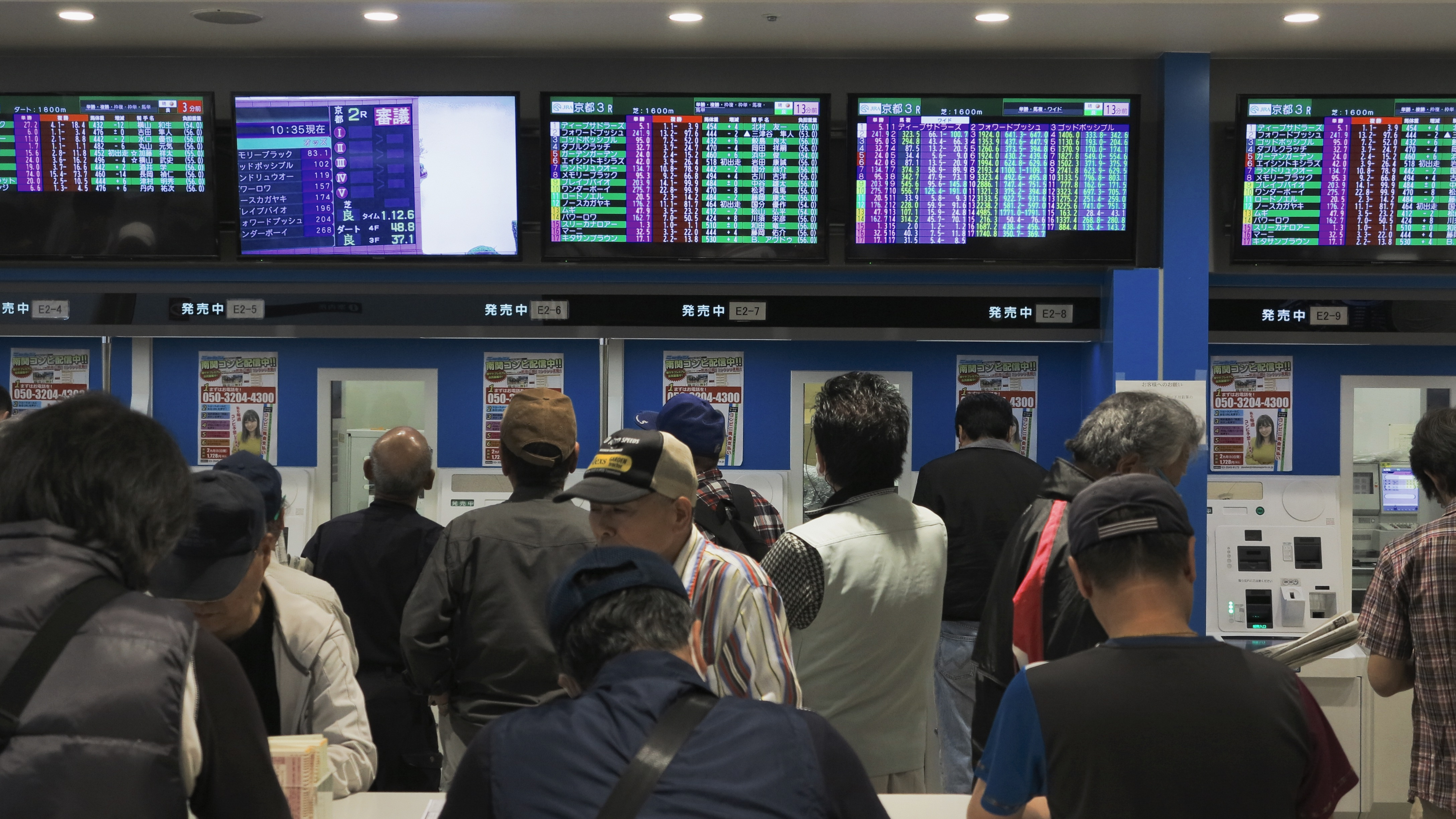
馬券の券売機

○…発売 ×…発売なし
|            | 単勝 | 複勝 | 枠番連複 | 枠番連単 | 普通馬複 | 馬番連単 | ワイド | 3連複 | 3連単 |
| ---------- | ---- | ---- | -------- | -------- | -------- | -------- | ------ | ----- | ----- |
| 川崎競馬場 | ○    | ○    | ○        | ○        | ○        | ○        | ○      | ○     | ○     |
| 払戻率     | 80%  | 80%  | 75%      | 75%      | 75%      | 75%      | 75%    | 72.5% | 72.5% |
| J-PLACE    | ○    | ○    | ○        | ×        | ○        | ○        | ○      | ○     | ○     |

## 場外発売所
- ジョイホース横浜（会員制） - 横浜市中区桜木町1-1ぴおシティ7F（2010年12月13日開設）[13]
- ジョイホース浜松（会員制） - 静岡県浜松市中央区鍛冶町1-2かじ町プラザ3F（2013年2月25日開設、2023年1月6日営業終了）[14]
- ジョイホース双葉 - 山梨県甲斐市下今井2998 サテライト双葉・ミニボートピア双葉・オートレース双葉内（2013年4月15日開設）[15]

その他の詳細は大井競馬場#場外発売所、場外勝馬投票券発売所#地方競馬の場外勝馬投票券発売所を参照。

## 主な競走

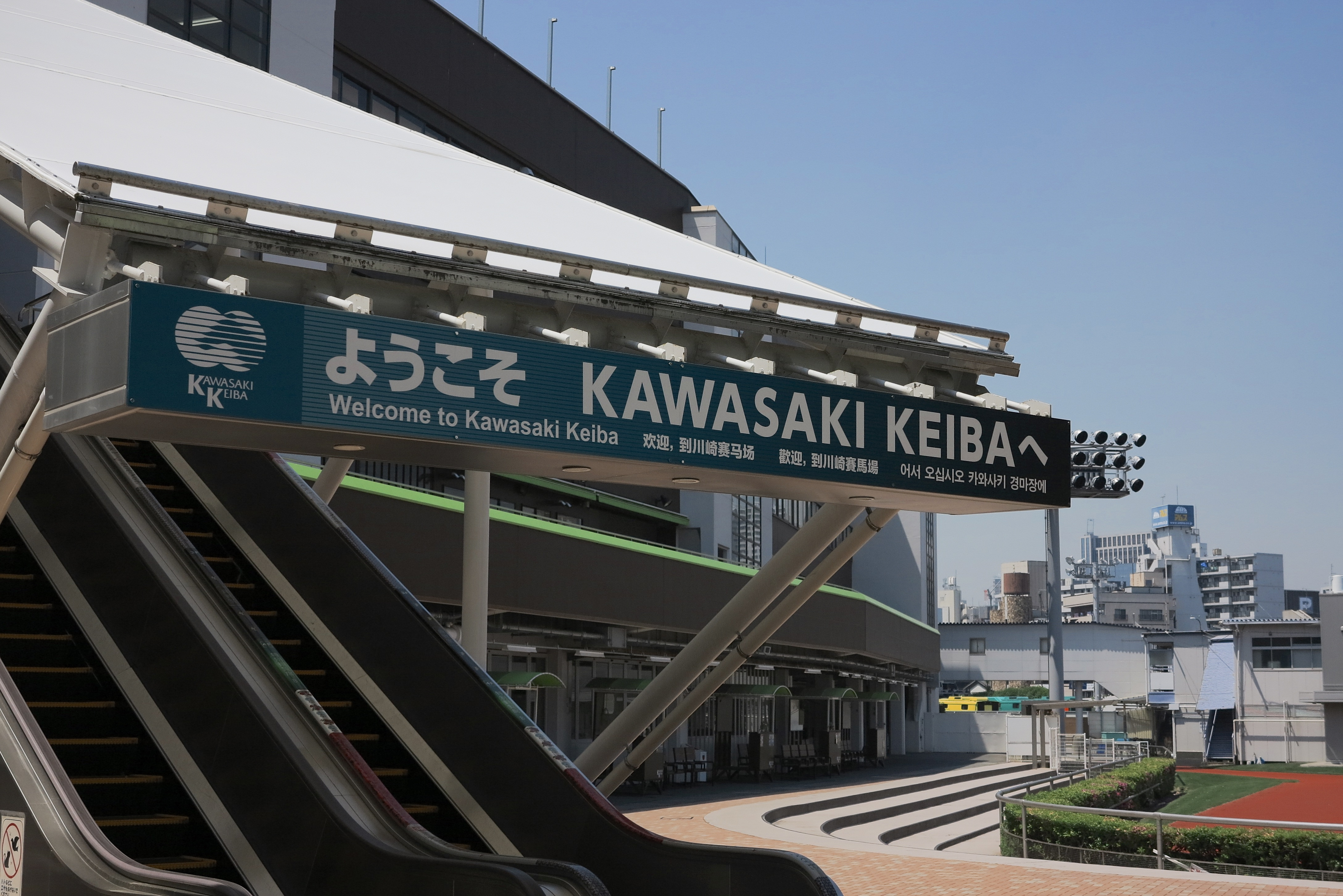
入口

2024年現在

### ダートグレード競走
- 川崎記念（JpnI） - 4歳以上、2024年から4月開催へ移行
- 全日本2歳優駿（JpnI） - 2歳、2018年から国際競走、2023年から未来優駿対象競走
- エンプレス杯（キヨフジ記念）（JpnII） - 4歳以上牝馬、2024年から5月開催へ移行、本年からGRANDAME-JAPAN（古馬シーズン）対象競走
- 関東オークス（JpnII） - 3歳牝馬、GRANDAME-JAPAN（3歳シーズン）対象競走
- スパーキングレディーカップ（ホクトベガメモリアル）（JpnIII） - 3歳以上牝馬、GRANDAME-JAPAN（古馬シーズン）対象競走

2006年、2012年、2016年にはジャパンブリーディングファームズカップ（JBC）、2023年には神奈川記念が開催された。

### 重賞競走
- 戸塚記念（SI） - 3歳、2018年からSIに格上げ
- ロジータ記念（SI） - 3歳牝馬、2011年から地方交流
- スパーキングサマーカップ（SII） - 3歳以上、2024年からSIIに格上げ
- 鎌倉記念（SII） - 2歳、2007年から地方交流、2018年からSIIに格上げ、未来優駿指定競走（全日本2歳優駿トライアル）
- ローレル賞（SII） - 2歳牝馬、2010年からGRANDAME-JAPAN（2歳シーズン）対象競走、2018年からSIIに格上げ（東京2歳優駿牝馬トライアル）
- 川崎マイラーズ（SIII） - 4歳以上、2024年から1月開催へ移行
- 報知オールスターカップ（SIII）- 4歳以上、2003年から地方交流、2024年から2月開催へ移行
- ネクストスター東日本（SIII） - 3歳、2024年より船橋・浦和との持ち回りで施行
- クラウンカップ（SIII）- 3歳、東京ダービートライアル（以前は羽田盃トライアルとしても実施していた）
- 川崎スパーキングスプリント（SIII）- 4歳以上、2021年より重賞に格上げ（習志野きらっとスプリントトライアル）
- 若武者賞（SIII）- 2歳、2023年より重賞に格上げ[17]（鎌倉記念トライアル）

### 準重賞
競走名の後に付く重賞名は、その準重賞がトライアル競走として指定されている。（スパーキングナイトチャレンジ以外）
- スパーキングオールスターチャレンジ（A2（下）選定）（報知オールスターカップ）
- 椿賞（3歳限定オープン）（クラウンカップ）
- スプリングヒロインカップ（A1（下）選定牝馬）（エンプレス杯）
- スパーキングマイラーズチャレンジ（A2・B1選定、中央・地方交流（2021年のみ））（川崎マイラーズ）
- スパーキングスプリントチャレンジ（4歳以上A2（下）選定）（川崎スパーキングスプリント）
- スパーキングプラチナチャレンジ（A2（下））（プラチナカップ）
- スパーキングサマーチャレンジ（A2（下）選定）（スパーキングサマーカップ）
- 初陣賞（2歳オープン）（若武者賞）
- スパーキングナイトチャレンジ（A2・B1選定、中央・地方交流）
- ブルートシュタインチャレンジ[18]（A2・B1選定、中央・地方交流）
- 芙蓉賞（3歳オープン）（戸塚記念）
- サルビアカップ（3歳牝馬オープン）（ロジータ記念）

### 騎手交流戦
- 佐々木竹見カップ ジョッキーズグランプリ（2003年 - ）
- ヤングジョッキーズシリーズ（2017年からトライアルラウンド、2023年はファイナルラウンドをそれぞれ開催[19]）

### JRA2歳認定競走
- （JRA認定）新馬（認定初出走：1着2,000,000円）

※2011年をもって廃止。2012年からは新馬戦は「スパーキングデビュー」という副題が付けられる。1着賞金も250万円に増額されるがJRA認定は付かなくなる。

### その他
- 「牝馬の川崎」という異名がある。これは大レースに牝馬限定戦が多いことと、サブタイトルを含めてレース名に名を残す3頭（キヨフジ・ロジータ・ホクトベガ）がいずれも牝馬であることに由来する。
- 定期的に毛色限定競走を実施している。年末には芦毛・白毛馬限定競走のホワイトクリスマス賞（開催時期によってはホワイトホース賞）が行われる[21]。他に青毛・青鹿毛・黒鹿毛馬のレースくろうま賞、1月1日あるいは2日に栗毛・栃栗毛限定のゴールデンホース賞が行われている。なお、ホワイトホース賞ではレース名にちなんで、くじ引きで入場者にウイスキーのホワイトホースのプレゼントが行われた事もある。
- 1995年の年末には、テレビ番組に関連する企画イベントとしてポニー競馬のGIレースを開催した。
- 2004年11月25日には、映画「レディ・ジョーカー」のロケがここで行われたことを記念した競走「レディ・ジョーカーカップ」が開催された。表彰式では、合田刑事役の徳重聡がプレゼンターとして登場した[22]。
- 2006年にはジャパンブリーディングファームズカップ（JBC）が開催された。11月2日（夜間開催・マイル）と3日（昼間開催・クラシック）の2日間に分けての開催となった。ただし、コース形態の問題で競馬場に1200m戦の距離設定が無いことから、JBCスプリントは1600mのJBCマイルとして開催された（2012年・2016年のJBC開催では、1400m戦のJBCスプリントとして行われた）。また2000m戦の場合フルゲートが12頭であるため、14頭の出走枠を確保するためJBCクラシックは2100mで開催された。
- 2010年6月の開催より、南関東4競馬場では初となる個人協賛競走が実施される（2020年4月開催まで、1開催につき2レース程度実施されていた）[23]。
- 同じく2010年から2019年まで『クラシックジュニアカップ』という「出走馬の父が中央競馬牡馬クラシック三冠（皐月賞・東京優駿・菊花賞）優勝馬」限定の競走が行われていた。
- 2021年4月より開催最終日の第12競走は、直近の競走で凡走した馬を集めた番組『ファイナルアンサー賞』が実施されている。
  - 2023年までは不定期で開催。ただし、12月の開催最終日の第12競走は『ホワイトクリスマス賞』が実施されている。

## レコードタイム
サラ系の競走のみ、かつ現在設定されている施行距離のみ記載。

参考資料：“各種レコード”. 川崎競馬 KAWASAKI KEIBA. 2022年3月21日閲覧。
| 距離  | タイム | 競走馬             | 性別 | 斤量 | 騎手     | 記録年月日                                               |
| ----- | ------ | ------------------ | ---- | ---- | -------- | -------------------------------------------------------- |
| 900m  | 0:51.5 | ユーリカ           | 牝4  | 51kg | 脇田創   | 2014年6月12日 川崎スパーキングスプリント（オープン特別） |
| 1400m | 1:26.6 | タイセイレジェンド | 牡5  | 57kg | 内田博幸 | 2012年11月5日 第12回JBCスプリント                        |
| 1500m | 1:31.5 | ハバナマティーニ   | 牡4  | 57kg | 杉村一樹 | 2012年6月12日                                            |
| 1600m | 1:37.9 | ロードライジング   | 牡5  | 56kg | 内田博幸 | 2006年5月17日 '06スパーキングナイトチャレンジ            |
| 2000m | 2:04.8 | マルイチダイオー   | 牡4  | 57kg | 角田次男 | 1975年6月26日 第12回報知オールスターカップ               |
| 2100m | 2:10.7 | スマートファルコン | 牡7  | 57kg | 武豊     | 2012年1月25日 第61回川崎記念                             |

馬齢は現表記。

## 所属騎手

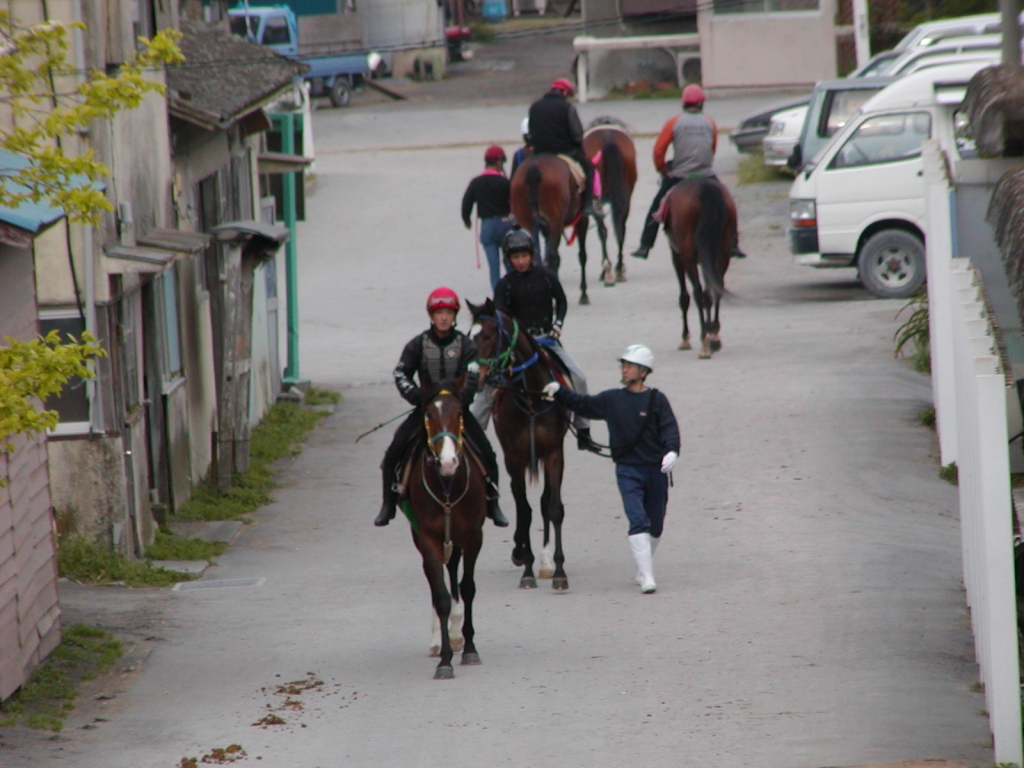
小向厩舎内を行き交う競走馬

所属騎手は年々少なくなってきているが、今野忠成が南関東リーディング上位に立ったり、中央競馬でも活躍する他、若手の山崎誠士、町田直希も他場や中央競馬で騎乗しては結果を残すなど、川崎本場や川崎競馬以外でも川崎所属騎手の活躍は目立っている。
- 池谷匠翔（いけたに たくと）
- 伊藤裕人（いとう ひろと）
- 岡村裕基（おかむら ひろき）
- 神尾香澄（かみお かすみ）
- 加藤雄真（かとう ゆうま）
- 今野忠成（こんの ただなり）
- 桜井光輔（さくらい こうすけ）
- 佐野遥久（さの はるく）
- 山林堂信彦（さんりんどう のぶひこ）
- 田中涼（たなか りょう）
- 中越琉世（なかごし りゅうせい）
- 新原周馬（にいはら しゅうま）
- 野畑凌（のばた りょう）
- 藤江渉（ふじえ わたる）
- 古岡勇樹（ふるおか ゆうき）
- 本田紀忠（ほんだ のりただ）
- 増田充宏（ますだ みつひろ）
- 町田直希（まちだ なおき）
- 山崎誠士（やまざき せいじ）

## 小向厩舎

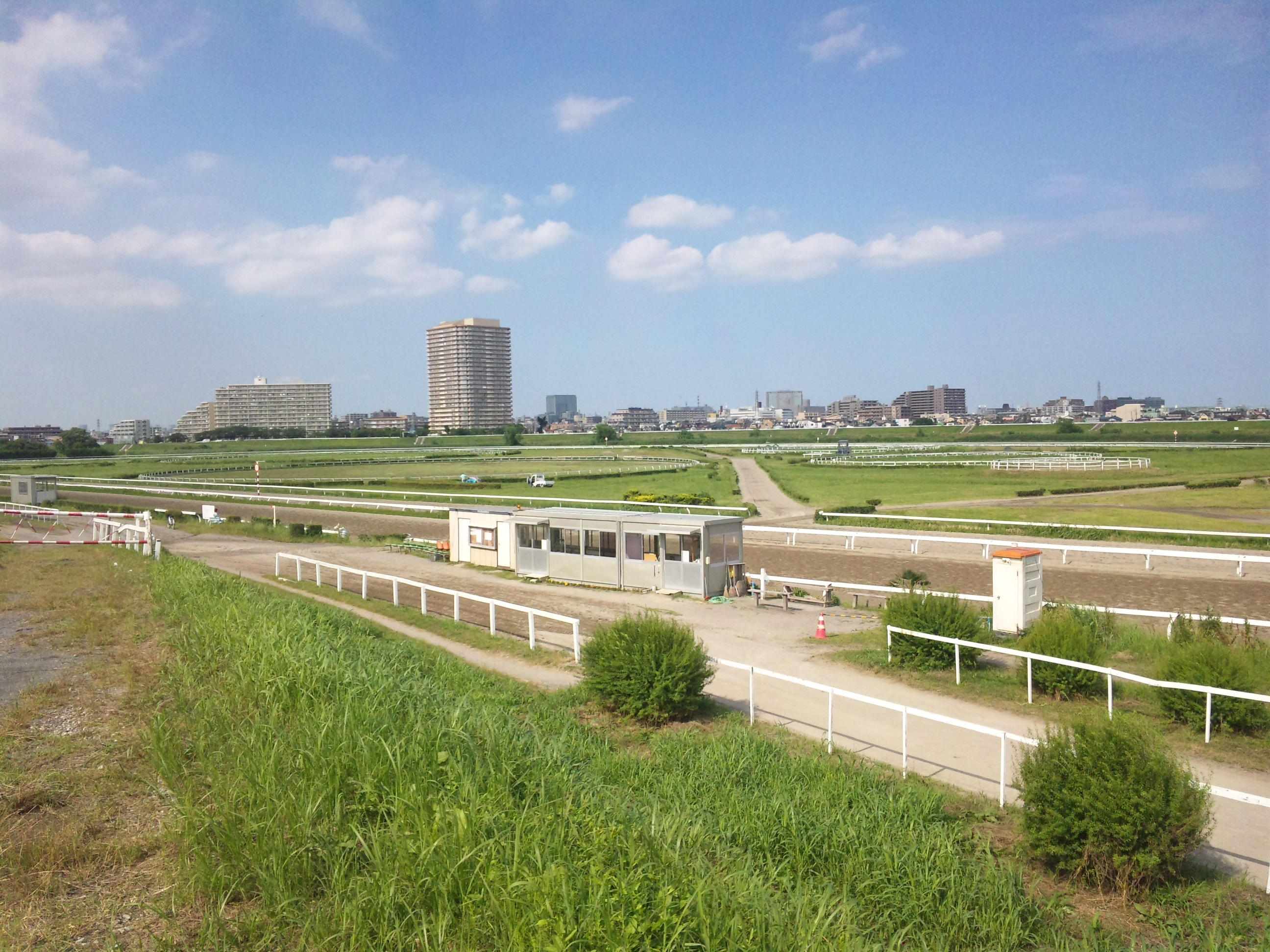
川崎競馬練習馬場

川崎競馬場は施設が狭いために厩舎が併設されておらず、厩舎は幸区小向仲野町の多摩川沿いの一画にある。また、厩舎地区と多摩沿線道路を挟んだ向かい側の多摩川の河川敷に、1周1200mの調教用のダートコースがあり、調教はこのコースで行われる（地図上では川崎競馬練習馬場と表記されている）。
- 馬がコースと厩舎を行き来する際は、厩舎前の多摩沿線道路を横断することになる。
厩舎前には横断歩道と押しボタン式信号機が設置されており、信号が青に変わった際には馬が警備員の誘導で横断歩道を渡って馬場へ行き来している（なお、馬と自動車の接触事故は発生していない）。
- 調教用コースは公開の河川敷であるため、土手や河川敷から調教風景を眺めることができる。また、走路等禁止された区画でなければ、内馬場に相当する区画にも立ち入ることができる。
- 調教用コースは、左回りで使用する日と右回りで使用する日が1日おきに定められている。
- このコースは、台風や大雨で多摩川が増水すると、しばしば水没する。
  - 2007年9月7日に台風9号が首都圏に上陸した際には、多摩川の増水でコースが水没、同月12日からの開催に出走を予定していた馬は、川崎競馬場で調教せざるを得なくなった。
  - 2019年10月の令和元年東日本台風でも水没し、復旧までに数か月を要した。
- かつては小向厩舎地区の馬房数不足を補うために、調教師が競馬場周辺に独自の厩舎（外厩）を開設することが認められていたが、調教師の人数が減ったため2001年11月にこの形の外厩制度は廃止された。
- 前述のように台風や大雨の増水による水没リスクや厩舎の老朽化、競馬場と近接した環境整備を求める意見などもあり、川崎市臨海部を候補地に川崎競馬場の移転も含めた全施設の移転計画が検討されていたが「インフラ整備に長期間を要するなど困難」とされたため、2023年9月、小向厩舎と練習馬場に関して、県外を含む移転を視野に具体的な検討を進める事を明らかにしていた[24]。
- その後進捗が見られなかったが、2024年5月31日、前年3月末に閉鎖された神奈川県平塚市土屋の旧神奈川大学湘南ひらつかキャンパス跡地利用に関し、優先交渉権事業者が神奈川県川崎競馬組合であることが神奈川大学により公表された。同所はトレーニングセンターとして整備される計画であり、今後関係団体との調整や市との都市計画決定に向けた協議などを行っていくとされる[25]。

## ポイントサービス
2007年10月8日より来場するたびにポイントがもらえる「カツマルくんカード」を無料で発行していた。貯めたカツマルくんポイントに応じてヤマダ電機で使用できる「ヤマダ引換ポイント」がもらえたり、川崎競馬場の特別観覧席のチケットやオリジナルグッズもしくは商品（ハム詰め合わせなど）と交換ができた。

## 放送体制

### テレビ
スカパー!の南関東地方競馬チャンネル (Ch.120、Ch.678) では全レースを放送している（Ch.120は標準画質からHD放送への移行にともない、2014年5月31日にて放送終了。詳細は南関東地方競馬中継を参照）。
2012年4月からはダートグレード競走を、同年10月からは重賞競走をグリーンチャンネルで放送している（詳細はグリーンチャンネル地方競馬中継を参照）。
2016年5月24日よりテレビ神奈川（tvk）のサブチャンネル（032ch）において「tvk川崎競馬中継」の番組名で川崎競馬の中継を開始する（南関東地方競馬中継のサイマル放送）。2016年度は、重賞レースの開催日を中心としたIPAT発売日と正月開催のみ中継していた。2017年度より開催全日程で中継を行う。
なお、2020年8月31日-9月2日に開催された令和2年度第7回開催分はtvkではなく、千葉テレビ（チバテレ）のサブチャンネル（032ch）にて中継を行った。これは本来、2020年8月31日-9月4日に船橋競馬の開催を予定していたが、同競馬場に所属している騎手から新型コロナウイルスの感染が確認されたため、全日程での開催が中止となり、同様の理由で一部日程（8月24日-26日）の開催が中止となった川崎競馬の代替開催が組まれたことによる特別措置である。

### YouTube Live
公式YouTubeチャンネルでの配信も行われている。また17時（冬季は13時）以降は声優やアニソン歌手らを招き、「スパーキングトークLIVE」と題した馬券対決番組を配信している。

## 開催実績
近年の開催実績は以下のとおりである。
| 年度               | 日数 | 増減 | 入場人員 | 入場人員 | 入場人員 | 入場人員 | 総売得金        | 総売得金 | 総売得金      | 総売得金 | 備考                               |
| 年度               | 日数 | 増減 | 入場人員 | 前年比   | 1日平均  | 前年比   | 総売得金        | 前年比   | 1日平均       | 前年比   | 備考                               |
| ------------------ | ---- | ---- | -------- | -------- | -------- | -------- | --------------- | -------- | ------------- | -------- | ---------------------------------- |
| 2000年（平成12年） |      |      |          |          |          |          | 45,019,951,500  |          |               |          |                                    |
| 2001年（平成13年） |      |      |          |          |          |          | 43,927,280,500  | 97.6%    |               |          |                                    |
| 2002年（平成14年） |      |      |          |          |          |          | 45,726,603,900  | 104.1%   |               |          |                                    |
| 2003年（平成15年） |      |      |          |          |          |          | 43,937,682,200  | 96.1%    |               |          |                                    |
| 2004年（平成16年） | 67   |      |          |          |          |          | 40,866,138,500  | 93.0%    | 609,942,370   |          |                                    |
| 2005年（平成17年） | 66   | −1   | 471,462  | 96.7%    | 7,143    | 98.2%    | 44,870,136,100  | 109.8%   | 679,850,550   | 111.5%   |                                    |
| 2006年（平成18年） | 65   | −1   | 475,550  | 100.9%   | 7,316    | 102.4%   | 49,452,513,800  | 110.2%   | 760,807,900   | 111.9%   | JBC開催年度                        |
| 2007年（平成19年） | 64   | −1   | 455,695  | 95.8%    | 7,120    | 97.3%    | 49,993,257,000  | 101.1%   | 781,144,640   | 102.7%   |                                    |
| 2008年（平成20年） | 64   | 0    | 448,401  | 98.4%    | 7,006    | 98.4%    | 49,221,113,900  | 98.5%    | 769,079,900   | 98.5%    |                                    |
| 2009年（平成21年） | 64   | 0    | 442,516  | 98.7%    | 6,914    | 98.7%    | 48,394,943,700  | 98.3%    | 756,171,000   | 98.3%    |                                    |
| 2010年（平成22年） | 63   | −1   | 355,528  | 80.3%    | 5,643    | 81.6%    | 44,938,463,000  | 92.9%    | 713,308,940   | 94.3%    |                                    |
| 2011年（平成23年） | 62   | −1   | 342,938  | 96.5%    | 5,531    | 98.0%    | 44,203,081,100  | 98.4%    | 712,952,920   | 100.0%   |                                    |
| 2012年（平成24年） | 64   | 2    | 336,010  | 86.9%    | 5,250    | 94.9%    | 46,565,904,100  | 105.3%   | 727,592,250   | 102.1%   | JBC開催年度                        |
| 2013年（平成25年） | 63   | −1   | 291,543  | 86.8%    | 4,628    | 88.1%    | 47,148,923,100  | 101.3%   | 748,395,600   | 102.9%   |                                    |
| 2014年（平成26年） | 63   | 0    | 282,494  | 96.9%    | 4,484    | 96.9%    | 48,397,905,540  | 102.6%   | 768,220,720   | 102.6%   |                                    |
| 2015年（平成27年） | 63   | 0    | 314,536  | 111.3%   | 4,993    | 111.3%   | 54,879,394,280  | 113.4%   | 871,101,500   | 113.4%   |                                    |
| 2016年（平成28年） | 63   | 0    | 353,957  | 112.4%   | 5,613    | 112.4%   | 62,962,986,800  | 114.7%   | 999,412,490   | 114.7%   | JBC開催年度                        |
| 2017年（平成29年） | 64   | 1    | 377,526  | 106.8%   | 5,899    | 105.1%   | 67,959,051,960  | 107.9%   | 1,061,860,190 | 106.2%   |                                    |
| 2018年（平成30年） | 63   | −1   | 357,660  | 94.7%    | 5,677    | 96.2%    | 70,505,210,620  | 103.7%   | 1,119,130,330 | 105.4%   |                                    |
| 2019年（令和元年） | 64   | 1    | 371,448  | 103.9%   | 5,804    | 102.2%   | 76,309,783,270  | 108.2%   | 1,192,340,360 | 106.5%   |                                    |
| 2020年（令和02年） | 63   | −1   | 6,833    | 1.8%     | 108      | 1.9%     | 91,107,285,040  | 119.4%   | 1,446,147,380 | 121.3%   | 新型コロナウイルスによる無観客開催 |
| 2021年（令和03年） | 64   | 1    | 23,248   | 340.2%   | 363      | 334.9%   | 97,187,181,440  | 106.7%   | 1,518,549,710 | 105.0%   | 新型コロナウイルスによる入場制限   |
| 2022年（令和04年） | 64   | 0    | 144,155  | 620.1%   | 2,252    | 620.1%   | 106,327,905,000 | 109.4%   | 1,661,373,520 | 106.9%   | 入場制限解除                       |
| 2023年（令和05年） | 64   | 0    | 215,626  | 149.6%   | 3,369    | 149.6%   | 103,627,405,650 | 97.5%    | 1,619,178,210 | 97.5%    | 神奈川記念開催年度                 |
| 2024年（令和06年） | 63   | −1   | 239,493  | 111.1%   | 3,801    | 112.8%   | 105,716,964,430 | 102.0%   | 1,678,047,050 | 103.6%   |                                    |

地方競馬では園田競馬場に次いで入場人員が多く、売得金額が高い競馬場である。売得金額は2014年度まで400億円程度で推移していたが、2015年度に500億円を上回った。2017年度売得金額は過去最高額の679億5905万1960円を記録。それまでの最高額だった1990年度の663億6842万3200円を上回り、27年ぶりに過去最高額を更新した。その後も増加傾向が続き、2022年度は売得金額が1000億円を初めて上回った。

## アクセス
- 京急大師線「港町駅」下車徒歩1分[33]
- 東日本旅客鉄道（JR東日本）川崎駅東口・京急川崎駅下車徒歩15分

## 備考
- 2008年10月31日より今までの南関東4競馬場ホームページとは別に、川崎競馬場独自のホームページを開設した。
- 2010年の競馬場開設60周年記念の事業の一つとして、重賞ファンファーレを更新した。川崎市を本拠地とする東京交響楽団が作成したダートグレード重賞用・南関東重賞用の2つのファンファーレが、1月27日の川崎記念の日に合わせて発表されている[34]。2023年秋頃に一般競走を含めたファンファーレを更新し、川崎競馬ロジータブラスの作成による内容に更新された。
- 2011年9月4日には、川崎フロンターレのファン感謝デーに使用された。
- 2012年11月4日からの開催（平成24年度第9回初日）より、放送マスター更新によって、16:9のハイビジョンによる映像配信の導入となる（南関東の他浦和・船橋・大井の3競馬場は既に導入済み）。
- 2019年8月22日のスパーキングサマーカップより、昭和音楽大学出身者を中心に結成されたファンファーレ隊「川崎競馬ロジータブラス」が重賞競走を中心に生演奏を行う[35]。
  - また、重賞競走では著名人（桑野信義、春風亭昇太など）のゲスト奏者を招いて、ファンファーレの演奏を行う事もある。
- 焼きそば - 川崎競馬場名物のひとつ。場内にある複数の飲食店で、超大盛や辛口などの形で提供されている。
- タンメン - 同じく名物のひとつ。場内の専門店「みよし」で供される[36]。

## マーケットスクエア川崎イースト
競馬場敷地の北東側には旧3号スタンド（1971年3月竣工）が存在していたが、2010年11月から外向きのグッズ売場を除いて閉鎖され、その後旧3号スタンドを解体し、跡地を商業施設とすることが2013年4月3日に発表された。施設は株式会社よみうりランドが所有するが、管理は東急不動産に委託し運営を子会社の東急不動産SCマネジメントが行う形態で、2016年2月18日に「マーケットスクエア川崎イースト」としてオープンした。
建物は5階建てで、1階から3階までは商業施設となり、4階から屋上までは駐車場となっている。

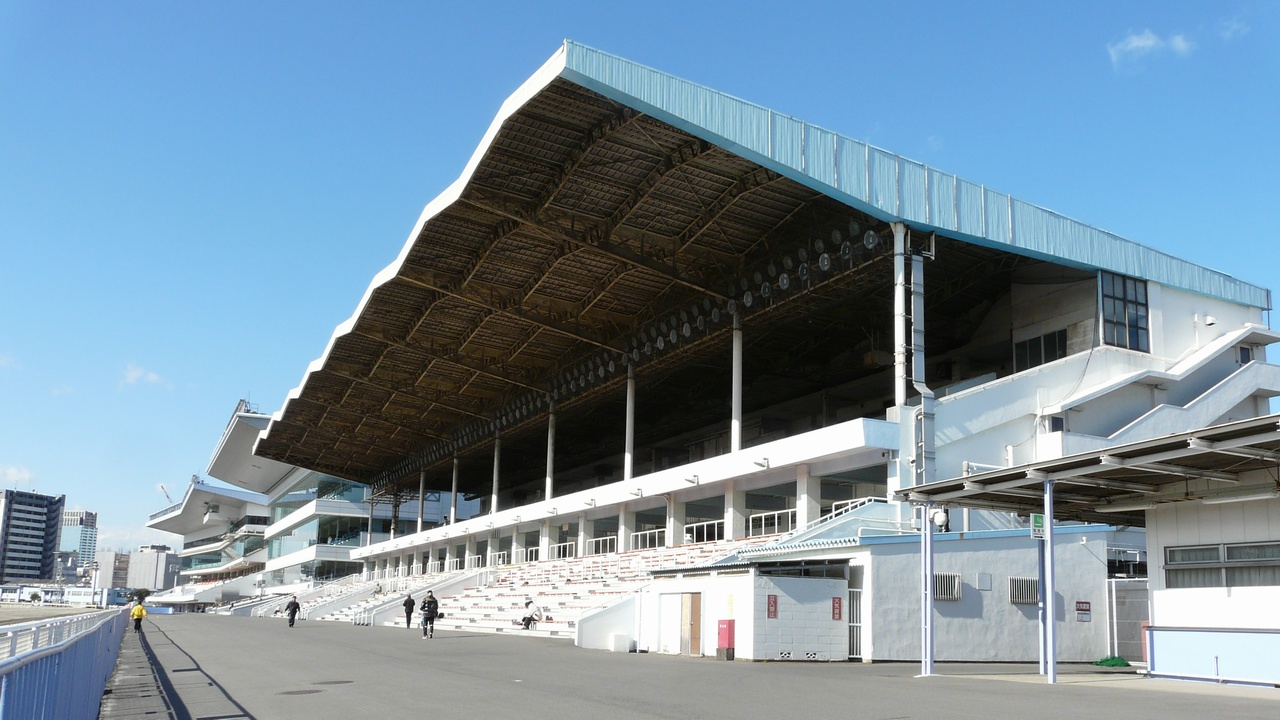
手前はかつての旧3号スタンド。その奥のガラス張りは2号スタンド。更にその奥は1号スタンド。